# George Ticknor Curtis
George Ticknor Curtis, född den 28 november 1812 i Watertown, Massachusetts, död den 28 mars 1894 i Washington, D.C., var en nordamerikansk jurist. Han var bror till Benjamin Robbins Curtis.
Curtis blev 1836 praktiserande advokat i Boston och var 1840–1843 medlem av staten Massachusetts legislatur. Han var en av två advokater som förde Dred Scotts talan i Dred Scott mot Sandford 1857. Sedermera ägnade han sig helt åt ett omfattande skriftställeri på det juridiska området. Hans främsta verk är det grundliga historiska arbetet om USA:s konstitution History of the origin, formation and adoption of the constitution of the United states (2 band, 1855–1858; ny upplaga 1889–1896). Dessutom har han förutom en stor mängd tidskriftsuppsatser skrivit Life of Daniel Webster (2 band, 1870), The last years of Daniel Webster (1878), en levnadsteckning över sin bror B.R. Curtis (1880), Life of James Buchanan (klandrad för sin alltför apologetiska ton, 2 band, 1883), Life, character and service of general George B. McClellan (1887) samt en filosofisk studie Creation or evolution? (samma år).